# Молодий буковинець
Молодий буковинець («МБ») (с укр. — «Молодой буковинец») — черновицкая независимая общественно-политическая газета, издаваемая с 1967 года.
С 1991 года основатель газеты — журналистский коллектив редакции. С 2000 года выходит три раза в неделю (вторник, четверг и суббота) общим тиражом 50 000 экземпляров. С 2003 года газета печатается в собственной типографии на современной шведской машине «Сольная».
Кроме газеты «Молодий буковинець», здесь печатается большинство местных газет и газеты соседних областей.
В 2004 году газета была удостоена премии имени Герда Буцериуса «Молодая пресса Восточной Европы», учрежденной фондом Цайт-Штифтунг (Гамбург) и фондом «Свобода слова» (Осло), которая ежегодно присуждается по одной газете с Украины, России и Белоруссии.
Газета «МБ» является членом Украинской ассоциации «Незалежні регіональні видавці». Согласно исследованиям TNS Украина, газета «МБ» — абсолютный лидер среди региональных изданий г. Черновцы и Черновицкой области.
Читательская аудитория газеты «МБ» составляет около 180 000 жителей Буковины.